# Годовиков, Иван Фёдорович
Иван Фёдорович Годовиков (1807, Санкт-Петербург — 1878, там же) — российский археолог, краевед, автор труда «Описание и изображение древностей Псковской губернии».
Инженер-полковник, служил по ведомству путей сообщения.

## Биография
Иван Фёдорович Годовиков родился в 1807 году в Санкт-Петербурге.
В 1820 году поступил на военную службу. В 1851 году вышел в отставку по состоянию здоровья.
После того как в 1853 году он был вновь определён на службу и назначен начальником искусственного стола Псковской губернской строительной и дорожной комиссии, Годовиков начал заниматься исследованиями псковской архитектуры.
Свободное от службы время он посвящал изучению и обмерам археологических и исторических памятников Пскова, а также его пригородов:
Изборска,
Печор,
Острова.
В 1859 году был награждён орденом св. Анны 3-й степени и в 1864 году произведён в подполковники.
После того как в 1865 году И. Ф. Годовиков в звании полковника был уволен со службы, он продолжал исследования, результатом которых стал труд «Описание и изображение древностей Псковской губернии», напечатанный посмертно псковским археологическим обществом в 1880—1882 годах. В работу вошли два рукописных тома — «Краткое историческое обозрение г. Пскова и его древностей» и «Атлас рисунков древностей Пскова», содержащий планы, изображения фасадов зданий (напечатан не был).
Иван Фёдорович Годовиков умер от тифа в 1868 году в Петербурге. Похоронен на Малоохтинском кладбище.

## Оценки
По мнению краеведа М. Медникова, выполненные акварелью рисунки, вошедшие в «Атлас рисунков древностей Пскова», «имеют огромную историческую и художественную ценность», поскольку многие здания, запечатлённые в атласе, не сохранились.

## Награды
- Орден Святой Анны 3-й степени (1859)

## Труды И. Ф. Годовикова
- «Описание и изображение древностей Псковской губернии»: посмертное издание сочинения инженера-полковника И. Ф. Годовикова, пожалованного Его Императорским Высочеством Великим Князем Сергеем Александровичем Псковскому Археологическому Обществу. Вып. 1 / И. Ф. Годовиков; издание Псковской Археологической Комиссии.
  - Место издания: Псков
  - Издательство: Типография Губернского Правления
  - Дата издания: 1880
  - Физическое описание: 132 с.
  - Библиотечный фонд: Псковская областная универсальная научная библиотека
- «Описание и изображение древностей Псковской губернии»: посмертное издание сочинения инженера-полковника И. Ф. Годовикова, пожалованнаго Его Императорским Высочеством Великим Князем Сергеем Александровичем Псковскому Археологическому Обществу. Вып. 2 / И. Ф. Годовиков; издание Псковского Археологического общества. — Псков : Типография губернского правления, 1881. — 125 с. Читать полный текст
- «Описание и изображение древностей Псковской губернии»: посмертное издание сочинения инженера-полковника И. Ф. Годовикова, пожалованнаго Его Императорским Высочеством Великим Князем Сергеем Александровичем Псковскому Археологическому Обществу. Вып. 3 / И. Ф. Годовиков; издание Псковского Археологического общества. — Псков : Типография губернского правления, 1882. — 61 с.